# Gürcan
Gürcan ist ein türkischer männlicher Vorname türkischer und persischer Herkunft mit der Bedeutung „reich an Leben“; „kraftvoll, lebensstark“, gebildet aus den Elementen gür (üppig, voll, reichlich, gewaltig, mächtig) und can (die Seele, das Leben).

## Namensträger
- Gürcan Aday (* 1958), türkischer Fußballspieler
- Gürcan Gürsel (* 1959), türkischer Comiczeichner